# Goshen (Massachusetts)
Goshen es un pueblo ubicado en el condado de Hampshire en el estado estadounidense de Massachusetts. En el Censo de 2010 tenía una población de 1.054 habitantes y una densidad poblacional de 22,99 personas por km².

## Geografía
Goshen se encuentra ubicado en las coordenadas 42°26′16″N 72°48′40″O / 42.43778, -72.81111. Según la Oficina del Censo de los Estados Unidos, Goshen tiene una superficie total de 45.85 km², de la cual 44.82 km² corresponden a tierra firme y (2.25%) 1.03 km² es agua.

## Demografía
Según el censo de 2010, había 1.054 personas residiendo en Goshen. La densidad de población era de 22,99 hab./km². De los 1.054 habitantes, Goshen estaba compuesto por el 97.63% blancos, el 0.28% eran afroamericanos, el 0.28% eran amerindios, el 0.28% eran asiáticos, el 0% eran isleños del Pacífico, el 0.19% eran de otras razas y el 1.33% pertenecían a dos o más razas. Del total de la población el 1.14% eran hispanos o latinos de cualquier raza.